# Michal Institoris Mošovský ml.
Michal Institoris Mošovský ml. (známý též jako Inštitoris, Mossótzy či Mossóczy) (9. září 1732, Bystrička – 7. října 1803, Bratislava) byl slovenský evangelický farář, superintendent, spisovatel a bibliofil.
Psal mimo jiné i v biblické češtině.
Zasáhl do vývoje evangelické toleranční církve v Čechách a na Moravě a přispěl k uklidnění napětí mezi luterány a reformovanými prostřednictvím svého spisu Listovní odpověď k augšpurského vyznání Čechům a Moravanům na jejich otázku: Jestli lámání chleba při s. Večeři Páně potřebné?, který vyšel spolu s Českou konfesí v roce 1783 v Praze.
Proti francouzské revoluci a ateismu jsou zaměřeny jeho spisy Strom bez kořene a čepice bez hlavy (Bratislava, 1793), Od Boha zlomená pýcha našich i Božích nepřátelů (Bratislava, 1799).

## Citát
| „ | My chválabohu nežijeme pod levitickými zákony, ale máme evangelickou svobodu. Ne ten nebo onen církevní zvyk nás činí pravými evangelickými křesťany, ale živá skrze lásku činná víra v ukřižovaného Spasitele. | “ |

## Dílo v e-podobě
- Slowárně, aneb Konkordancy Biblická, to gest: Registr na celau Bibli Swatau.... W Pressporku : Nákladem a Literami SSimona Petra Wéber, 1791. 952 s., M. I. Mošovský je pověřen zprávou díla a napsal též jeho předmluvu - dostupné v Digitální knihovně UKB
- Od Boha Zlomená Pýcha Nassjch y Božjch Nepřátelů (Google Books)
- Impunitas vagae veneris humano generi reique publicae multum noxia (Google Books)
- Potřebné Ponaprawenj omýlného Spisu: Reformjrtského Smyslu Bratřj Cžessi (Google Books)
- Strom bez kořene, a Cžepice bez hlawy (Google Books)